# Transcendentie (filosofie)
Transcendentie is het naar buiten staan of overstijgen van de mens. Dit begrip komt bij vele filosofen terug waaronder Immanuel Kant en later in de fenomenologie van Edmund Husserl en fenomenologische ontologie van Martin Heidegger, het alteriteitsdenken van Emmanuel Levinas en in de reformatorische wijsbegeerte van Herman Dooyeweerd.

## Immanuel Kant
Immanuel Kant gebruikte het begrip 'transcendent' in zijn kennistheorie. Hij noemde zijn epistemologische onderzoek een 'transcendentale analyse' omdat hij kenbaar probeerde te maken dat ons kenvermogen beperkingen heeft. Zijn filosofie staat dan ook bekend als het transcendentaal idealisme, waarbij 'transcendentaal' slaat op dat wat de grenzen van de kennis aangeeft. Het begrip 'transcendent' daarentegen werd door Kant gebruikt in de betekenis van 'buitenzintuiglijk', oftewel hetgeen wat niet voor de ervaring toegankelijk is.

## Fenomenologie

### Edmund Husserl
Binnen de fenomenologie van Edmund Husserl wordt het begrip 'transcendentie' in een gelijkaardige manier als bij Kant gebruikt, hoewel er wel verschillen zijn. In tegenstelling tot Kant die de ervaring sterk intellectualistisch opvatte, vertrekt Husserl vanuit de fenomenologische methode: men moet de fenomenen voor zichzelf laten spreken. Het draait dus bij Husserl om het 'wezen' van de waarneming. Husserl zet zijn eigen vorm van het transcendentaal idealisme uiteen en stelt dat de dingen en de wereld slechts in zoverre bestaan als we ze waarnemen. 
Voor Husserl zijn er twee voorwerpen van de waarneming: immanente en transcendente objecten. Immanente objecten zijn objecten die het bewustzijn in zichzelf ervaart, zoals blijdschap, pijn of een ingebeelde driehoek. Deze objecten zijn volledig gegeven aan het bewustzijn en a priori zeker. Het is een contradictie te stellen dat men pijn voelt, maar de pijn niet zou bestaan. Het pijn voelen is gelijk aan het bestaan van die pijn. Daartegenover staan de transcendente objecten: objecten die van 'buiten' het bewustzijn komen, zoals de waarneming van een tafel. Het transcendente object is niet zuiver gegeven zoals het immanente object het was, maar is altijd slechts gegeven vanuit een bepaald perspectief. Dit noemt Husserl 'afschaduwingen' (Abschattungen). Een tafel ziet men niet van alle kanten tegelijkertijd: men ziet enkel de voorkant, de zijkant, enzovoort. De andere kanten zijn slechts indirect gegeven in het bewustzijn. Deze onvolledigheid van het transcendente object maakt het, in tegenstelling tot immanente objecten, mogelijk dat het object in werkelijkheid niet bestaat. De ervaring van een tafel kan in principe op een illusie berusten.

### Martin Heidegger
Bij Heidegger, onder andere in zijn boek Sein und Zeit (1927), krijgt transcendentie dan weer een andere betekenis. Geïnspireerd op de fenomenologie van Husserl wordt het concept transcendentie hier in de eerste plaats toegeschreven aan de mens, of de mens in zoverre hij het Zijn verstaat: het Dasein. De mens is volgens de fenomenologie geen gesloten, in zichzelf gekeerd wezen, maar is altijd gericht op de wereld. Een kernbegrip in de fenomenologie is dan ook intentionaliteit: activiteiten van de menselijke geest, zoals denken, oordelen, twijfelen, zijn altijd gericht op een object. De mens denkt altijd iets. In die zin is de mens altijd gericht op het buiten-de-mens en typeert Heidegger de mens als transcendentie: Dasein ist in-der-Welt-sein. De mens is altijd geworpen in de wereld en verhoudt zich altijd al op een praktische, concrete wijze tot de zaken om hem heen. In die zin is de mens altijd iets dat zichzelf overstijgt, en dus in wezen 'ek-sistentie' of 'uitstaan naar de wereld'. Dit noemt Heidegger ook wel transcendentie. Deze transcendentie is typerend voor het Dasein en onderscheidt het van de andere dingen in de wereld.
Een gelijkaardige visie vindt men terug bij Jean-Paul Sartre in werken zoals La Transcendance de l'Ego (1936) en L'être et le néant (1943). Hij typeert het menselijke bewustzijn als een 'voor-zich' (pour-soi) en contrasteert dit met een 'op-zich' (en-soi). Het menselijk bewustzijn heeft volgens Sartre geen enkele vastgelegde inhoud, maar haalt haar essentie net uit de dingen die buiten het bewustzijn liggen.

### Emmanuel Levinas
Bij Emmanuel Levinas, ook sterk beïnvloed door de fenomenologie, krijgt transcendentie nog een andere betekenis. Levinas bekritiseert Husserl en Heidegger in die zin dat hun 'transcendentie' in feite nooit werkelijk transcendent is. Wanneer men zijn aandacht richt op een transcendent object lijkt het op het eerste gezicht inderdaad om iets buiten het bewustzijn te gaan, maar in het leren kennen van het object zelf reduceert men het transcendent object tot het immanente bewustzijn. De transcendente tafel begrijpt een mens slechts in zoverre hij wordt gereduceerd tot immanente ervaringen in het bewustzijn. Op deze wijze ontsnapt de fenomenologie niet aan het solipsisme en raakt het nooit tot het werkelijk transcendente, de Ander. 
Deze onherleidbare alteriteit, dat volgens Levinas het enige werkelijke transcendente is, kan enkel worden gevonden in zaken zoals het gelaat van de Ander, de tijd (de toekomst), de liefde en het ouderschap. Deze ervaringen doorbreken volgens Levinas de reducerende beweging van het intentionele bewustzijn. In die zin kan men de Ander ook nooit echt kennen en geheel vatten. In het kind ziet de ouder bijvoorbeeld altijd wel zichzelf, en dus het vertrouwde, kenbare, maar ervaart tegelijkertijd ook altijd iets dat die kennis overstijgt: het kind is de ouder niet.